# معركة الأربع أيام
معركة الأربعة أيام كانت معركة بحرية في الحرب الإنجليزية الهولندية الثانية. استمرت من 1 يونيو حتى 4 يونيو 1666 في التقويم اليولياني قبالة الساحل الفلمنكي والإنجليزي، وتظل واحدة من أطول المعارك البحرية في التاريخ.